# Risiocnemis seidenschwarzi
Risiocnemis seidenschwarzi é uma espécie de libelinha da família Platycnemididae.
É endémica das Filipinas.
Os seus habitats naturais são: rios.
Está ameaçada por perda de habitat.